# HD86181
HD86181 — хімічно пекулярна зоря спектрального класу F0, що має видиму зоряну величину в смузі V приблизно  9,4.
Вона  розташована на відстані близько 787,8 світлових років від Сонця.